# Archaeosamia watsoni
Archaeosamia watsoni is een vlinder uit de familie van de nachtpauwogen (Saturniidae). De wetenschappelijke naam van de soort werd in 1914 als Desgodinsia watsoni gepubliceerd door Charles Oberthür.